# Laos na Letnich Igrzyskach Olimpijskich 1988
Laos na Letnich Igrzyskach Olimpijskich 1988 reprezentowało trzech zawodników. Był to drugi start reprezentacji Laosu na letnich igrzyskach olimpijskich.

## Skład kadry

### Boks
Mężczyźni
- Bounmy Thephavong - waga ekstralekka - 17. miejsce
- Phetsmone Sonnavanh - waga kogucia - 33. miejsce

### Lekkoatletyka
Kobiety
- Mala Sakonhninhom - 100 metrów - odpadła w eliminacjach